# Lotus T128
A Lotus T128 egy Formula–1-es versenyautó, melyet a Team Lotus használt a 2011-es Formula–1 világbajnokság során. Pilótái Jarno Trulli és Heikki Kovalainen voltak, egy verseny erejéig pedig Karun Chandhok.

## Áttekintés
A csapat ebben az évben a Cosworth motorjairól Renault-erőforrásokra váltott, nem került viszont az autóba az egyre népszerűbbé váló kinetikus energia-visszanyelő rendszer (KERS). Nemcsak a motorokat cserélték le, hanem az Xtrac helyett immár a Red Bulltól vásárolták a váltókat is. Hasonlóan a Mercedes előző évi megoldásához, egy pengeszerű szárnyelem került fel a bukókeret tetejére, vastagabb és masszívabb légbeömlőnyílásokkal.
A fejlesztés során sikerült több embert is elcsábítani a Force India csapatától, továbbá felépítésre került a gyárukban egy szélcsatorna, amelyet a GP2-ben versenyző, azonos tulajdonosi hátterű Team AirAsia is használt.
Ebben az évben a csapat Team Lotus néven nevezett, így teljesen átcímkézték a csapatot, mely így felvette a klasszikus Team Lotus külsőségeit, beleértve a klasszikus csapatlogót is.

## A szezon
A fejlesztésektől azt várták, hogy a csapatot felhúzza a középmezőnybe és rendszeresen harcolhatnak a pontokért is. Az első valenciai tesztet kihagyta a csapat, és inkább a hét második felében tartottak egy privát tesztet - ez jó döntésnek bizonyult, mert technikai problémákat találtak, amiket orvosolni kellett. Ennek az volt az ára, hogy nem rendelkeztek adatokkal a hosszabb etapokról, különösen nem a gumikopásról és a gumimelegítésről.
Mindezek tükrében is meglepetésként érte a csapatot, hogy a szezonnyitó ausztrál nagydíj időmérő edzésének első szakaszában mindkét Lotus kiesett. Az elmondható volt az egész idényre, hogy közelebb került a csapat a középmezőnyhöz, viszont a pontszerzésre esélyük sem volt, a 13. helynél előrébb sosem végeztek. Mindenesetre a rivális Virgin és HRT autóinál egyértelműen gyorsabbak voltak. A német nagydíjon Trulli helyére váratlanul a tesztpilóta Karun Chandhok ülhetett be, de ez csak egyszeri beugrás volt, a következő versenytől ismét Trulli vezethetett.

## Eredmények
| Év   | Csapat     | Motor        | Gumik | Pilóták    | 1   | 2   | 3   | 4   | 5   | 6   | 7   | 8   | 9   | 10  | 11  | 12  | 13  | 14  | 15  | 16  | 17  | 18  | 19  | Pontok | Helyezés |
| ---- | ---------- | ------------ | ----- | ---------- | --- | --- | --- | --- | --- | --- | --- | --- | --- | --- | --- | --- | --- | --- | --- | --- | --- | --- | --- | ------ | -------- |
| 2011 | Team Lotus | Renault RS27 | P     |            | AUS | MAL | CHN | TUR | ESP | MON | CAN | EUR | GBR | GER | HUN | BEL | ITA | SIN | JPN | KOR | IND | ABU | BRA | 0      | 10.      |
| 2011 | Team Lotus | Renault RS27 | P     | Kovalainen | KI  | 15  | 16  | 19  | KI  | 14  | KI  | 19  | KI  | 16  | KI  | 15  | 13  | 16  | 18  | 14  | 14  | 17  | 16  | 0      | 10.      |
| 2011 | Team Lotus | Renault RS27 | P     | Trulli     | 13  | KI  | 19  | 18  | 18  | 13  | 16  | 20  | KI  |     | KI  | 14  | 14  | KI  | 19  | 17  | 19  | 18  | 18  | 0      | 10.      |
| 2011 | Team Lotus | Renault RS27 | P     | Chandhok   |     |     |     |     |     |     |     |     |     | 20  |     |     |     |     |     |     |     |     |     | 0      | 10.      |

† Nem fejezte be a futamot, de rangsorolták, mert teljesítette a versenytáv 90 százalékát.

## Forráshivatkozások
1. ↑  http://www.autosport.com/news/report.php/id/89149
2. ↑  Lotus to start season without KERS (angol nyelven). www.autosport.com, 2011. január 31. (Hozzáférés: 2023. november 2.)
3. ↑  Oops… Looks like something went wrong! This page does not exist or has been moved.. www.espncricinfo.com. (Hozzáférés: 2023. november 2.)
4. ↑  http://www.lotusracing.my/news/wind-tunnel-lays-foundations-for-future-success.aspx
5. ↑  Team Lotus rebrands factory (angol nyelven). www.autosport.com, 2010. december 21. (Hozzáférés: 2023. november 2.)
6. ↑  „Lotus 'must score points in 2011'”, 2011. január 17. (Hozzáférés: 2023. november 2.) (brit angol nyelvű)